# Бедеро (Варезе)
Бедеро је насеље у Италији у округу Варезе, региону Ломбардија.
Према процени из 2011. у насељу је живело 639 становника. Насеље се налази на надморској висини од 344 м.